# Filkins
Filkins är en ort i civil parish Filkins and Broughton Poggs, i distriktet West Oxfordshire, i grevskapet Oxfordshire, i England. Filkins var en civil parish 1866–1886 när blev den en del av Broadwell. Filkins var en civil parish 1896–1954 när blev den en del av Filkins and Broughton Poggs. Civil parish hade 371 invånare år 1951.